# International Premier Tennis League 2014
Die International Premier Tennis League 2014 war eine internationale Tennisliga, die in dieser Saison zwischen dem 28. November und 13. Dezember 2014 erstmals ausgetragen wurde. Sie fand an vier Wochenenden in vier Ländern statt. Insgesamt nahmen vier Mannschaften teil. Die indische Mannschaft Indian Aces wurde Saisonsieger.
Das Preisgeld für die Siegermannschaft betrug eine Million US-Dollar.

## Spieltage
| Spieltage                          | Ort      |
| ---------------------------------- | -------- |
| 1. Spieltag: 28.–30. November 2014 | Manila   |
| 2. Spieltag: 02.–04. Dezember 2014 | Singapur |
| 3. Spieltag: 06.–08. Dezember 2014 | Delhi    |
| 4. Spieltag: 11.–13. Dezember 2014 | Dubai    |

## Modus und Punktevergabe
Jede Begegnung bestand aus fünf Partien, die wiederum aus jeweils nur einem Satz bestanden. Der Satz war gewonnen bei sechs gewonnenen Spielen, bei einem 5:5-Gleichstand wurde ein Tie-Break bis sieben gespielt. Die fünf Partien teilten sich in die folgenden Formate auf:
Für jedes Einzel-Spiel im gespielten Satz erhielt eine Mannschaft einen Punkt. Die Mannschaft, die am Ende die meisten Punkte gewonnen hatte, gewann die Partie. Die Mannschaft, die in der gesamten Begegnung die meisten Einzel-Spiele gewann, erhielt vier Gesamtpunkte. Hatte die unterlegene Mannschaft mindestens 20 Punkte erreicht, erhielt sie dafür einen Bonus von zwei Punkten. Bei einem Punktestand von zehn bis 19 Punkten erhielt die Mannschaft zumindest noch einen Punkt.
In jeder der fünf Partien konnte eine Mannschaft einen sogenannten Power Point ansagen. Der nachfolgende Ballwechsel zählte damit doppelt. Stand es am Ende der Gesamtbegegnung unentschieden, wurde ein Shoot-out zwischen den Spielern des Herreneinzels gespielt. Der erste Spieler, der zuerst sieben Punkte erreichte, entschied die Begegnung zugunsten seiner Mannschaft.

## Mannschaftskader
| Kategorie | Name               |
| --------- | ------------------ |
| Herren    | Andy Murray        |
| Herren    | Jo-Wilfried Tsonga |
| Herren    | Daniel Nestor      |
| Herren    | Treat Huey         |
| Damen     | Marija Scharapowa  |
| Damen     | Kirsten Flipkens   |
| Champion  | Carlos Moyá        |

| Kategorie | Name                |
| --------- | ------------------- |
| Herren    | Novak Đoković       |
| Herren    | Marin Čilić         |
| Herren    | Nenad Zimonjić      |
| Herren    | Malek Jaziri        |
| Damen     | Caroline Wozniacki  |
| Damen     | Kristina Mladenovic |
| Champion  | Goran Ivanišević    |

| Kategorie | Name            |
| --------- | --------------- |
| Herren    | Roger Federer   |
| Herren    | Gaël Monfils    |
| Herren    | Rohan Bopanna   |
| Damen     | Ana Ivanović    |
| Damen     | Sania Mirza     |
| Champion  | Pete Sampras    |
| Champion  | Fabrice Santoro |

| Kategorie | Name               |
| --------- | ------------------ |
| Herren    | Tomáš Berdych      |
| Herren    | Lleyton Hewitt     |
| Herren    | Nick Kyrgios       |
| Herren    | Bruno Soares       |
| Damen     | Serena Williams    |
| Damen     | Daniela Hantuchová |
| Champion  | Andre Agassi       |
| Champion  | Patrick Rafter     |

## Tabelle
|     | Mannschaft         | Begegnungen | S | N | Punkte |
| --- | ------------------ | ----------- | - | - | ------ |
| 01. | Indian Aces        | 12          | 8 | 4 | 39     |
| 02. | U.A.E. Royals      | 12          | 7 | 5 | 37     |
| 03. | Manila Mavericks   | 12          | 6 | 6 | 35     |
| 04. | Singapore Slammers | 12          | 3 | 9 | 24     |

## Ergebnisse

### 1. Spieltag
| Heimmannschaft   | Gastmannschaft     | Punkte |
| ---------------- | ------------------ | ------ |
| Indian Aces      | Singapore Slammers | 26:16  |
| Manila Mavericks | U.A.E. Royals      | 24:29  |
| U.A.E. Royals    | Singapore Slammers | 28:22  |
| Manila Mavericks | Indian Aces        | 15:24  |
| U.A.E. Royals    | Indian Aces        | 20:28  |
| Manila Mavericks | Singapore Slammers | 27:19  |

### 2. Spieltag
| Heimmannschaft     | Gastmannschaft   | Punkte |
| ------------------ | ---------------- | ------ |
| Indian Aces        | U.A.E. Royals    | 30:11  |
| Singapore Slammers | Manila Mavericks | 21:29  |
| Manila Mavericks   | U.A.E. Royals    | 21:26  |
| Singapore Slammers | Indian Aces      | 24:23  |
| Manila Mavericks   | Indian Aces      | 25:20  |
| Singapore Slammers | U.A.E. Royals    | 27:25  |

### 3. Spieltag
| Heimmannschaft     | Gastmannschaft     | Punkte |
| ------------------ | ------------------ | ------ |
| Indian Aces        | Manila Mavericks   | 26:25  |
| Singapore Slammers | U.A.E. Royals      | 16:29  |
| Indian Aces        | Singapore Slammers | 26:16  |
| Manila Mavericks   | U.A.E. Royals      | 27:24  |
| Indian Aces        | U.A.E. Royals      | 22:29  |
| Manila Mavericks   | Singapore Slammers | 23:17  |

### 4. Spieltag
| Heimmannschaft     | Gastmannschaft     | Punkte |
| ------------------ | ------------------ | ------ |
| Indian Aces        | Singapore Slammers | 28:24  |
| Manila Mavericks   | U.A.E. Royals      | 25:26  |
| Indian Aces        | Manila Mavericks   | 28:13  |
| Singapore Slammers | U.A.E. Royals      | 23:21  |
| Indian Aces        | U.A.E. Royals      | 15:29  |
| Manila Mavericks   | Singapore Slammers | 30:15  |